# Jakdojade.pl
jakdojade.pl은 폴란드의 교통편 검색, 대중 교통 및 도시간 교통 계획, 티켓 구매를 할 수 있는 웹사이트이자 모바일 애플리케이션이다. 링기에르 악셀 스프링게르 폴스카의 일부인 포즈난에 본사를 둔 회사 CITY-NAV에서 운영한다.